# Anne Fadiman
Anne Fadiman (ur. 7 sierpnia 1953 w Nowym Jorku) – amerykańska pisarka (eseistka), redaktorka i nauczycielka.

## Twórczość
- The Spirit Catches You and You Fall Down: A Hmong Child, Her American Doctors, and the Collision of Two Cultures (1997)
- Ex Libris: Confessions of a Common Reader (1998; tłumaczenie polskie pt.  Ex libris. Wyznania czytelnika wyd. 2010, Znak)
- At Large and At Small: Familiar Essays (2007; tłumaczenie polskie pt.  W ogóle i w szczególe. Eseje poufałe wyd. 2010, Znak)
- The Wine Lover's Daughter (2017)